# Pollenia nigripes
Pollenia nigripes är en tvåvingeart som beskrevs av Malloch 1930. Pollenia nigripes ingår i släktet vindsflugor, och familjen spyflugor. Inga underarter finns listade i Catalogue of Life.